# Roßbach (Bavière)
Pour les articles homonymes, voir Roßbach.
Roßbach est une commune de Bavière (Allemagne), située dans l'arrondissement de Rottal-Inn, dans le district de Basse-Bavière.